# Philipp Faust
Philipp Faust (* 1. August 1898 in Nieder-Olm, Rheinhessen; † 28. Februar 1959 in Wuppertal) war ein deutscher Maurer und Schriftsteller.

## Leben
Philipp Faust war der Sohn eines Maurermeisters. Er absolvierte eine Lehre als Maurer und war in diesem Beruf tätig. Ab 1916 nahm er als Soldat am Ersten Weltkrieg teil. Später lebte er in Wuppertal, wo er wieder als Maurer arbeitete. Seit den Dreißigerjahren veröffentlichte er
literarische Werke, die er teilweise auf Lesereisen, im Rundfunk und während des Zweiten Weltkriegs auch im Rahmen der Truppenbetreuung vortrug. Nach 1945 war er wieder in seinem Beruf tätig, musste diesen jedoch später aus Gesundheitsgründen aufgeben.
Philipp Faust war als Autor Vertreter einer realistischen, ideologisch unabhängigen Arbeiterliteratur. Sein Werk besteht aus Romanen, Erzählungen und Gedichten, in denen er häufig eigene Erfahrungen, wie seine Erlebnisse während des Ersten Weltkriegs und Erfahrungen aus seiner beruflichen Tätigkeit als Maurer verarbeitete.
In seinem Geburtsort Nieder-Olm ist eine Straße nach Philipp Faust benannt.

## Werke
- Der glühende Herd, Berlin-Steglitz 1937
- Fremder Sohn, München 1939
- Die Maurer, Berlin 1939
- Das Haus, München 1940
- Kleins Hammer und seine Leute, Hannover 1940
- Schicksalstage, Stuttgart 1943
- Walter Breitenbach, Wuppertal 1946
- Quellen des Lebens, Wuppertal 1948
- Der Sucher, Minden/Westf. [u. a.] 1948
- Die klingende Kelle, Kevelaer 1950
- Die richtige Kelle, Gütersloh 1961